# Реїно
Реїно (італ. Reino) — муніципалітет в Італії, у регіоні Кампанія, провінція Беневенто.
Реїно розташоване на відстані близько 210 км на схід від Рима, 70 км на північний схід від Неаполя, 17 км на північ від Беневенто.
Населення — 1219 осіб (2014).
Щорічний фестиваль відбувається 13 червня, 13 серпня. Покровитель — Sant'Antonio di Padova.

## Демографія
Населення за роками:

Станом на 1 січня 2023 року в муніципалітеті офіційно проживало 48 іноземців з 7 країн, серед них 9 громадян країн Євросоюзу та 15 громадян України.

## Сусідні муніципалітети
- Чирчелло
- Колле-Санніта
- Франьєто-л'Абате
- Песко-Санніта
- Сан-Марко-дей-Кавоті